# Hangjin Lu
Hangjin Lu (chiń. 航津路站) – stacja początkowa metra w Szanghaju, na linii 6. Zlokalizowana jest pomiędzy stacjami Waigaoqiao Baoshuiqu Bei i Waigaoqiao Baoshuiqu Nan. Została otwarta 29 grudnia 2007.